# ایوان بویادژیف
ایوان بویادژیف (بلغاری: Иван Бояджиев؛ زادهٔ ۱۲ ژوئیهٔ ۱۹۳۸) بازیکن فوتبال اهل بلغارستان است.
از باشگاه‌هایی که در آن بازی کرده است می‌توان به باشگاه فوتبال لوکوموتیو صوفیه اشاره کرد.
وی همچنین در تیم ملی فوتبال بلغارستان بازی کرده است.